# Гімн Чеченської Республіки Ічкерія
Гімн Чече́нської Респу́бліки Ічке́рія (чеч. Jōƶalla ya mârşō/Іожалла я маршо; Смерть або Свобода)— один з офіційних державних символів Чеченської Республіки Ічкерія. Є піснею з п'яти куплетів, покладеною на народну музику. У різних джерелах слова гімну або вважають народними, або приписуються поету Магомеду Нохчмахкахойському.
У поширюваному на інтернет-ресурсах тексті гімну відсутній повторюваний після кожних двох стрічок рефрен «Лаїлаха Іллаллах» (Нема бога окрім Аллаха), проте на аудіозаписі він присутній.
Представлений тут текст також іноді невірно називають піснею Шатлака, яка є окремим музичним твором.
Гімн Ічкерії також є відомим у виконанні популярного чеченського барда Імама Алімсултанова.

## Текст гімну
Латинка
Bűsanna buorz yexkaş düniençu dövlla txuo,
Jűranna luom uġuş txaņ ċeraş texkina.
Lailaha illAllah
Ärzuonīņ bannaşkaẋ nānuoşa daqīna,
Tarxaş thieẋ duoy ẋīzuōņ dayşa txuo jāmīna.
Lailaha illAllah
Xalq̇ana, maxkana nānuoşa qöllina,
Cärşinna ieşnaçuоẋ, mayra djahittina.
Lailaha illAllah
Lāmanaņ lēçarçī mârşuōnieẋ qiīna,
Xaluōniex, buōxamiex kurra çieqdīlina.
Lailaha illAllah
Mōqazaņ lāmanaş daş xilla lālarax,
Dāxarieẋ, q̇īsamieẋ yâẋ uoẋa djalur yâc!
Lailaha illAllah
Buos järƶa va lâtta molxanax lielxarax,
Txēşaņ sī döxkina, txuo lätta dörzur dâc.
Lailaha illAllah
Txuo ċq̇ā a cẋanniena q̇ârdella sovcur dâc,
Jōƶalla ya mârşuō – şinniex cẋaə yuoqqur yu!
Lailaha illAllah
Yiƶaraşa txaņ çövnaş ēşarşca yierzayuo,
Ẋomsarçu bjärgaşa ẋünarşna ġittaduo.
Lailaha illAllah
Macalluō ẋovzadaẋ, ōramaş duur du,
Ẋuogalluō txaş bjârzdaẋ, bēcaņ txi mīr du!
Lailaha illAllah
Bűsanna buorz yexkaş düniençu dövlla du,
Xalq̇ana, maxkana, Dalla a müthaẋ du.
Lailaha illAllah
Кирилиця
Буьйсанна борз ехкаш дуьненчу девлла тхо,
ӏуьйранна лом угӏуш тхан цӏераш техкина.
Лаилаха иллАллах.
Аьрзонийн баннашкахь наноша дакхийна,
Тархаш тӏехь дой хьийзо дайша ӏамийна.
Лаилаха иллАллах.
Аьрзонийн баннашкахь наноша дакхийна,
Тархаш тӏехь дой хьийзо дайша ӏамийна.
Лаилаха иллАллах.
Халкъана, махкана наноша кхоьллина,
Цаьршинна эшначохь, майра дӏахӏиттина.
Лаилаха иллАллах.
Ламанан лечарчий маршонехь кхиийна,
Халонех, бохамех курра чекхдийлина.
Лаилаха иллАллах.
Ламанан лечарчий маршонехь кхиийна,
Халонех, бохамех курра чекхдийлина.
Лаилаха иллАллах.
Мокхаза ламанаш даш хилла лаларах,
Дахарехь, къийсамехь яхь оха дӏалур яц!
Лаилаха иллАллах.
Бос ӏаьржа ва латта молханах лелхарах,
Тхешан сий доьхкина, тхо лаьтта доьрзур дац.
Лаилаха иллАллах.
Бос ӏаьржа ва латта молханах лелхарах,
Тхешан сий доьхкина, тхо лаьтта доьрзур дац.
Лаилаха иллАллах.
Тхо цкъа а цхьанненна къарделла совцур дац,
ӏожалла, я маршо — шиннех цхьаъ йоккхур ю?
Лаилаха иллАллах.
Йижараша тхан чевнаш эшаршца ерзайо,
Хьомсарчу бӏаьргаша хьнаршна гӏиттадо.
Лаилаха иллАллах.
Йижараша тхан чевнаш эшаршца ерзайо,
Хьомсарчу бӏаьргаша хьнаршна гӏиттадо.
Лаилаха иллАллах.
Мацалло хьовзадахь, орамаш дуур ду,
Хьогалло тхаш бӏарздахь, бецан тхин мийра ду!
Лаилаха иллАллах.
Буьйсанна борз ехкаш дуьненчу девлла ду,
Халкъана, махкана, Далла а муьтӏахь ду.
Лаилаха иллАллах.
Буьйсанна борз ехкаш дуьненчу девлла ду,
Халкъана, махкана, Далла а муьтӏахь ду.
Лаилаха иллАллах.

## Український переклад
Ми народилися в ту ніч, коли ощенялася вовчиця
Вранці, під рев лева, нам дали імена.
В орлиних кублах вигодували нас матері
На хмарах приборкувати коней учили нас батьки.
Нас матері народили для народу і вітчизни
І на заклик їхній ми хоробро вставали.
З гірськими орлами ми вільно виросли
Труднощі і перешкоди гордо долали.
Швидше за скелю гранітні, як свинець, розплавляться
Чим полчища ворогів примусять нас схилитися!
Швидше земля займеться в полум'ї
Чим ми будемо у могилі, продавши свою честь!
Ніколи і нікому ми не підкоримося
Смерть або Свобода — одного з двох доб'ємося!
Сестри наші рани своїми піснями виліковують
Очі коханих на ратні подвиги піднімуть.
Якщо нас подалає голод — коріння гризтимемо
Якщо нас здолає спрага — росу трави питимемо!
Ми народилися в ту ніч, коли ощенялася вовчиха
Богу, Народу, Вітчизні — тільки їм ми служимо!
```
           Нестор Німцов
```

```
вільний переклад гімну незборимої Республіки Ічкерія, 2007 рік.
```

Ми народились в ніч,
Коли вовки родились,
Нам під гарчання левів
Давали імена,
Нас мати годувала
Там де орли гніздились,
На хмарах батько вчив
Приборкувать коня.
Родились для своїх
Вітчизни і народу,
За покликом яких
Хоробро ми встаєм.
З орлами виростали,
Цінуємо свободу,
Крізь перепони всі
Із гордістю ідем.
Розтануть швидше скелі
І потечуть свинцем,
Ніж ворог нас примусить
Здригнутися в бою.
Скоріше запалає
Сира земля вогнем,
Ніж ми зустрінем смерть,
Продавши честь свою.
Довіку нас ніхто
Не скорить і не схилить.
Свободу або смерть 
Зуміємо здобуть.
Хай наші сестри нам
Піснями рани зцілять,
Нехай кохані очі
На подвиги ведуть
Коли здолає голод —
Коріння гризти будем,
Роса втамує спрагу
Як дні настануть грізні.
Ми народились в ніч,
Коли вовки родились.
Ми служимо лиш Богу,
Народу і вітчизні.

## Послухати
- Скачати в форматі MP3